# Bezpośrednie inwestycje zagraniczne
Bezpośrednie inwestycje zagraniczne (BIZ) (ang. foreign direct investment, FDI) – rodzaj inwestycji definiowany jako międzynarodowy transfer kapitału w celu utworzenia w innym państwie podmiotu zależnego i sprawowania nad nim kontroli.

## Opis
Według definicji UNCTAD, IMF i OECD BIZ są kategorią międzynarodowych inwestycji, dokonywanych przez rezydenta jednego państwa (nazywanym „inwestorem bezpośrednim” lub „firmą matką”) z zamiarem sprawowania długotrwałej kontroli w przedsiębiorstwie innego państwa (nazywanym „przedsiębiorstwem bezpośredniej inwestycji” lub „firmą-córką”). Przez „długotrwałą kontrolę” rozumie się tutaj istnienie długoterminowych relacji pomiędzy inwestorem bezpośrednim i przedsiębiorstwem bezpośredniej inwestycji oraz istotny poziom oddziaływania, który daje inwestorowi bezpośredniemu efektywny głos w zarządzaniu przedsiębiorstwem bezpośredniej inwestycji. Aby inwestycję uznać za BIZ, minimalny próg zaangażowania kapitałowego inwestora bezpośredniego w przedsiębiorstwie bezpośredniej inwestycji ustalono na poziomie 10%.
Komponentami BIZ są: kapitał zakładowy (ang. equity capital), reinwestowane zyski (ang. reinvested earnings) oraz inny kapitał (ang. other capital). Inwestycje w kapitał zakładowy przedsiębiorstwa bezpośredniej inwestycji dokonane przez inwestora bezpośredniego związane są z zakupem akcji, majątku lub aportem rzeczowym w postaci np. maszyn i urządzeń. Reinwestowane zyski, to część lub całość zysków wypracowanych przez przedsiębiorstwo bezpośredniej inwestycji, która nie została wypłacona inwestorowi bezpośredniemu w formie dywidendy, lecz zainwestowana w przedsiębiorstwo bezpośredniej inwestycji. Inny kapitał, to pożyczki wewnątrzkorporacyjne (krótko- lub długoterminowe) pomiędzy przedsiębiorstwem bezpośredniej inwestycji a inwestorem bezpośrednim oraz transakcje związane z obsługą tego długu. BIZ są to więc długookresowe inwestycje, podejmowane przez przedsiębiorstwo lub osobę fizyczną jednego państwa w przedsiębiorstwo innego państwa, z zamiarem sprawowania kontroli nad nim i czerpania z niego zysku. Przy czym istotą BIZ jest transfer nie tylko kapitału, ale również pracy i wiedzy (technologicznej, marketingowej i organizacyjnej).
Znacząca część BIZ jest wynikiem transnarodowych fuzji i przejęć.

## Rodzaje bezpośrednich inwestycji zagranicznych
W zależności od branży oraz skali biznesu, jak również strategii inwestora w zakresie kontroli nad środkami produkcji wyróżnia się następujące rodzaje inwestycji bezpośrednich:
- greenfield – mają miejsce w przypadku relatywnie mniejszych przedsięwzięć i polegają na budowie przedsiębiorstwa od podstaw, włączając w to przyłączenie do istniejącej infrastruktury;
- brownfield – mają miejsce w przypadku wykorzystania, przynajmniej częściowego dotychczasowych składników majątkowych, np. budynków, instalacji, urządzeń;
- inwestycje kapitałowe – przedmiotem inwestycji jest zwykle działające przedsiębiorstwo o relatywnie większej skali i polega głównie na wkładzie finansowym (międzynarodowe fuzje i przejęcia, zakup akcji, zakup udziałów, zakup obligacji korporacyjnych lub udzieleniu pożyczki przedsiębiorstwu), choć może być połączone z transferem know-how.

## Formy bezpośrednich inwestycji zagranicznych
Teoria inwestycji zagranicznych rozgranicza dwie podstawowe formy: horyzontalne (ang. horizontal) i wertykalne (ang. vertical).

### Inwestycje horyzontalne
Bezpośrednie inwestycje zagraniczne typu horyzontalnego polegają na ustanowieniu bliźniaczego podmiotu gospodarczego pełniącego podobne funkcje jak podmiot w państwie siedziby centrali, czy inwestycje w innych państwach. Tego rodzaju inwestycje mają zazwyczaj miejsce w przypadku sieci handlowo-dystrybucyjnych lub prostych procesów produkcyjnych.

### Inwestycje wertykalne
Inwestycje bezpośrednie typu pionowego (wertykalnego) mają miejsce w przypadku kooperacji podmiotów zlokalizowanych w różnych państwach, które pełnią swoją unikalną rolę w grupie, np. badania i rozwój, projektowanie, produkcja komponentów, montaż podzespołów, montaż finalny. Pionowy model inwestycji zagranicznych jest przeważnie wykorzystywany przez firmy produkujące bardziej złożone wyroby, np. AGD, środki transportu.